# Somatina subviridata
Somatina subviridata är en fjärilsart som beskrevs av W. Warren 1901. Somatina subviridata ingår i släktet Somatina och familjen mätare. Inga underarter finns listade i Catalogue of Life.